# Object Pascal
Object Pascal é uma ramificação de linguagens derivativas de Pascal, com suporte a orientação a objetos. As principais ferramentas para programar em Object Pascal são o IDE Embarcadero Delphi e o Lazarus. Foi usada nas sete primeiras versões do ambiente Delphi. Depois, foi substituído por uma versão também chamada de Delphi.

## Programa Olá Mundo
Compatível com Delphi e Free Pascal.
```
program
 
ObjectPascalExample
;

type

   
THelloWorld
 
=
 
class

      
procedure
 
Put
;

   
end
;

procedure
 
THelloWorld
.
Put
;

begin

   
Writeln
(
'Hello, World!'
)
;

end
;

var

   
HelloWorld
:
 
THelloWorld
;
           
{ isso é um ponteiro implícito }

begin

   
HelloWorld
 
:=
 
THelloWorld
.
Create
;
  
{ construtor retorna ponteiro }

   
HelloWorld
.
Put
;

   
HelloWorld
.
Free
;
                   
{ essa linha libera o espaço de memória que contém o objeto (destrói o objeto) }

end
.

```